# Matthias Olavi (Horn)
Matthias Olavi (Horn), född omkring 1410, död mellan 1448 och 1455, var en svensk präst. Han var son till Olof Mattson till Åminne herrgård i Halikko socken i Finland och hans hustru Katharina; gifta omkring 1400. 
Matthias var domprost i Uppsala 1435–1438 och därefter prost för hela Hälsingland till sin död med säte i Forsa. Detta var oroliga år efter Engelbrektsfejden och Pukefejden, då bland annat bönderna i Hälsingland och Dalarna visat sig agera mer efter egna intressen än den svenska högadelns. Att Matthias sändes till Hälsingland, kan kanske förklaras med att den nye ärkebiskopen Nicolaus Ragvaldi – tillträdd 1438 – inte ville ha en domprost som brutit celibatet, men det kan förmodligen också tolkas som att Matthias fick uppdrag från gruppen kring den blivande kungen Karl Knutsson att kontrollera bönderna i Hälsingland. Det förklarar också att Matthias blev prost över hela Hälsingland som annars var delat i två prosterier vid denna tid.
Av eftervärlden blev han känd som "greven i Bäck" trots att inga grevetitlar fanns i Sverige på den tiden. Han hade flera barn med sin "hushållerska" Katrina Jonsdotter. År 1455 skriver hans svärson, underlagmannen i Hälsingland Olaus Petri av Landa – själv senare omnämnd som kyrkoherde i Forsa år 1463 – till kung Karl Knutsson på uppdrag av sin hustru om att kungen skulle stadfästa arvskifte efter herr Matthias. En katolsk präst fick inte vara gift, varför hans barn enligt lagen inte kunde ärva honom. Den adlige prästen Matthias kunde ostraffat leva med en kvinna, men ett arvskifte efter den uppenbarligen rike prosten krävde ett kungligt beslut.
En trovärdig sägen säger att när storklockan för Forsa kyrka göts 1522, infann sig den åldriga Sigrid, dotter till greven i Bäck, och kastade ett dyrbart guldsmycke i smältan och sade: ”Så ren mö som jag är, så rent och kvällt ljud måtte denna klocka giva ifrån sig!”